# Gesundheit!
Gesundheit! ist ein  Ratgebermagazin des Bayerischen Rundfunks mit dem Thema menschliche Gesundheit, das dienstags um 19:00 Uhr im BR Fernsehen ausgestrahlt und im Nachtprogramm sowie Samstagnachmittag wiederholt wird.
In der Sendung werden Reportagen über medizinische Themen gezeigt, die in Arztpraxen und Krankenhäusern gedreht werden und Interviews mit dem medizinischen Fachpersonal einschließen. Hierbei werden auch oft Hausmittel und der häusliche Alltag einbezogen.